# Arrentès-de-Corcieux
Arrentès-de-Corcieux [aʁɑ̃tɛs də kɔʁsjø]  est une commune française située dans le département des Vosges en région Grand Est.

## Géographie

### Localisation
C'est une des 201 communes réparties sur quatre départements du parc naturel régional des Ballons des Vosges : les Vosges, le Haut-Rhin, le Territoire de Belfort et la Haute-Saône.

### Géologie et relief
Le territoire de la commune occupe un plateau en bordure du massif des Vosges, dominant le col des Arrentès (684 m) qu'emprunte la départementale 31 reliant Corcieux à Granges-sur-Vologne.
Son point culminant se trouve au sommet de la tête de Nayemont à 965 mètres d'altitude.

### Hameaux
La commune est composée de 23 hameaux : les hameaux (Bulmont, la Charmelle, le Clair-Sapin, Devant-lès-Voids, la Feigne-des-Œillets, la Forge, la Grain, Grande-Fouye, les Hennottes, Lionfontaine, Mariémont, le Perhis, le Popet, Pré-Babel, la Querelle, Remponiotte, Rondpré, Roulier, Sarimont, les Seuchaux, Sous-Nayemont, les Spéchis et la Vraie-Feigne).
Mariémont a longtemps constitué le centre de la commune, étant l'un des hameaux le plus importants et le plus ancien. Le point central des Arrentès est désormais le Houssot, c'est-à-dire le hameau se situant exactement au col des Arrentès.

### Sismicité
La commune se trouve en zone de sismicité modérée.

### Hydrographie et les eaux souterraines
Hydrogéologie et climatologie : Système d’information pour la gestion des eaux souterraines du bassin Rhin-Meuse
* Territoire communal : Occupation du sol (Corinne Land Cover); Cours d'eau (BD Carthage)
* Géologie : Carte géologique; Coupes géologiques et techniques ;
* Hydrogéologie : Masses d'eau souterraine; BD Lisa; Cartes piézométriques.
La commune est située dans le bassin versant du Rhin au sein du bassin Rhin-Meuse. Elle est drainée par le ruisseau la Corbeline, le ruisseau le Bheumey, le ruisseau le Rayrand, le ruisseau le Xave et le ruisseau de Lenvergoutte,.

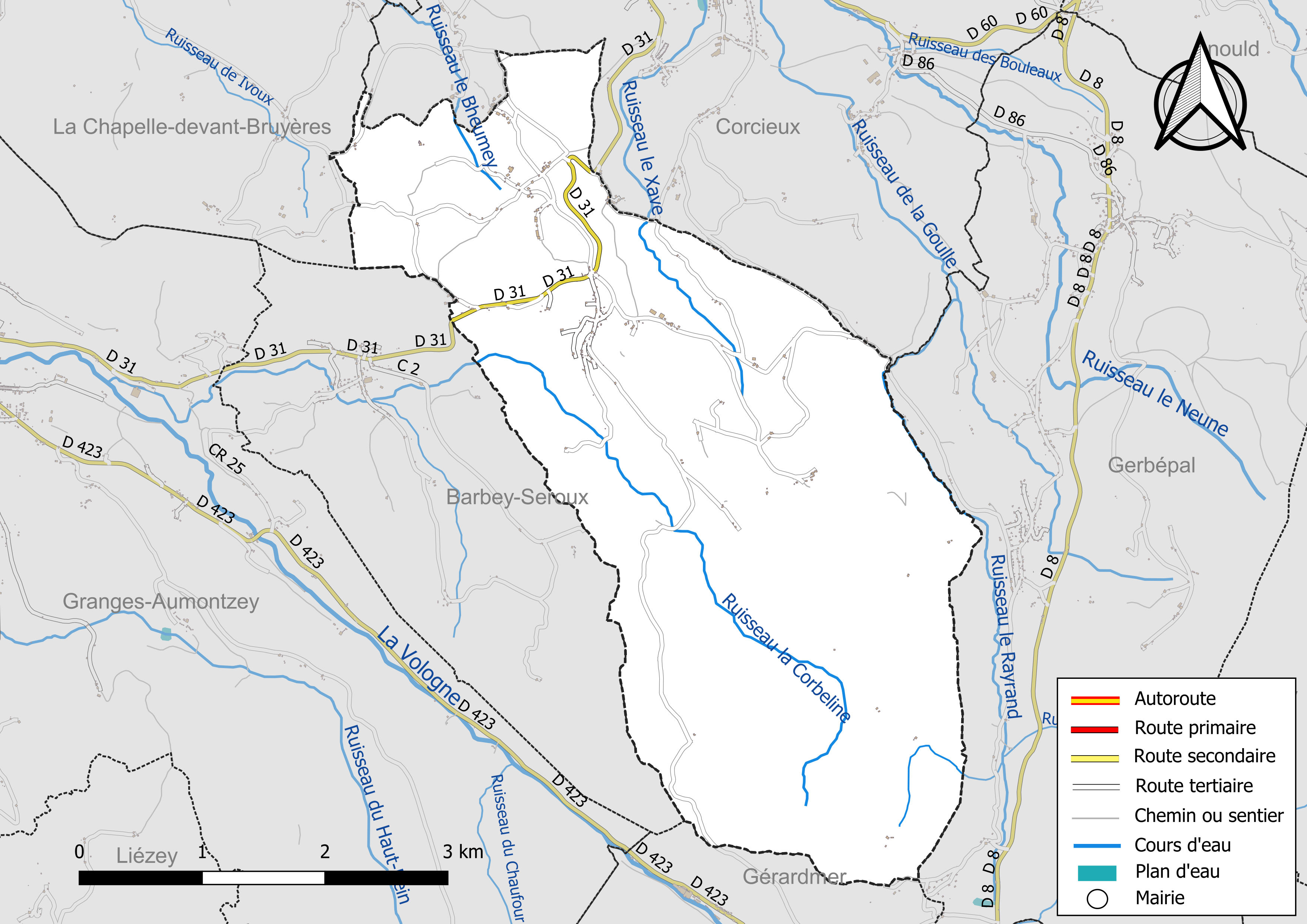
Réseaux hydrographique et routier d'Arrentès-de-Corcieux.

### Climat
Pour des articles plus généraux, voir Climat du Grand Est et Climat du département des Vosges.
En 2010, le climat de la commune est de type climat de montagne, selon une étude du Centre national de la recherche scientifique s'appuyant sur une série de données couvrant la période 1971-2000. En 2020, Météo-France publie une typologie des climats de la France métropolitaine dans laquelle la commune est exposée à un climat semi-continental et est dans la région climatique Vosges, caractérisée par une pluviométrie très élevée (1 500 à 2 000 mm/an) en toutes saisons et un hiver rude (moins de 1 °C).
Pour la période 1971-2000, la température annuelle moyenne est de 8 °C, avec une amplitude thermique annuelle de 16,6 °C. Le cumul annuel moyen de précipitations est de 1 379 mm, avec 14,3 jours de précipitations en janvier et 11,3 jours en juillet. Pour la période 1991-2020, la température moyenne annuelle observée sur la station météorologique de Météo-France la plus proche, « Gérardmer », sur la commune de Gérardmer à 8 km à vol d'oiseau, est de 9,1 °C et le cumul annuel moyen de précipitations est de 1 797,3 mm. 
La température maximale relevée sur cette station est de 37 °C, atteinte le 7 août 2015 ; la température minimale est de −20,5 °C, atteinte le 20 décembre 2009,,.
Les paramètres climatiques de la commune ont été estimés pour le milieu du siècle (2041-2070) selon différents scénarios d'émission de gaz à effet de serre à partir des nouvelles projections climatiques de référence DRIAS-2020. Ils sont consultables sur un site dédié publié par Météo-France en novembre 2022.

### Communes limitrophes
Les communes limitrophes sont Gérardmer, Barbey-Seroux, La Chapelle-devant-Bruyères, Corcieux et Gerbépal.

### Voies de communications et transports

#### Voies routières
Le principal accès est constitué par la D31 dite route des Granges et reliant Granges-Aumontzey à Corcieux.

#### Transports en commun
- Fluo Grand Est.
- Desserte par le réseau Livo[11].

#### Lignes SNCF
- Gare de Corcieux - Vanémont[12].
- Gare de Saint-Dié-des-Vosges.

#### Transports aériens
- Aéroport de Colmar - Houssen[13].

## Urbanisme

### Typologie
Au 1er janvier 2024, Arrentès-de-Corcieux est catégorisée commune rurale à habitat très dispersé, selon la nouvelle grille communale de densité à sept niveaux définie par l'Insee en 2022.
Elle est située hors unité urbaine. Par ailleurs la commune fait partie de l'aire d'attraction de Gérardmer, dont elle est une commune de la couronne,. Cette aire, qui regroupe 13 communes, est catégorisée dans les aires de moins de 50 000 habitants,.

### Occupation des sols
L'occupation des sols de la commune, telle qu'elle ressort de la base de données européenne d’occupation biophysique des sols Corine Land Cover (CLC), est marquée par l'importance des forêts et milieux semi-naturels (71,4 % en 2018), une proportion identique à celle de 1990 (71,4 %). La répartition détaillée en 2018 est la suivante : 
forêts (71,4 %), prairies (13,2 %), terres arables (11 %), zones agricoles hétérogènes (4,5 %). L'évolution de l’occupation des sols de la commune et de ses infrastructures peut être observée sur les différentes représentations cartographiques du territoire : la carte de Cassini (XVIIIe siècle), la carte d'état-major (1820-1866) et les cartes ou photos aériennes de l'IGN pour la période actuelle (1950 à aujourd'hui).

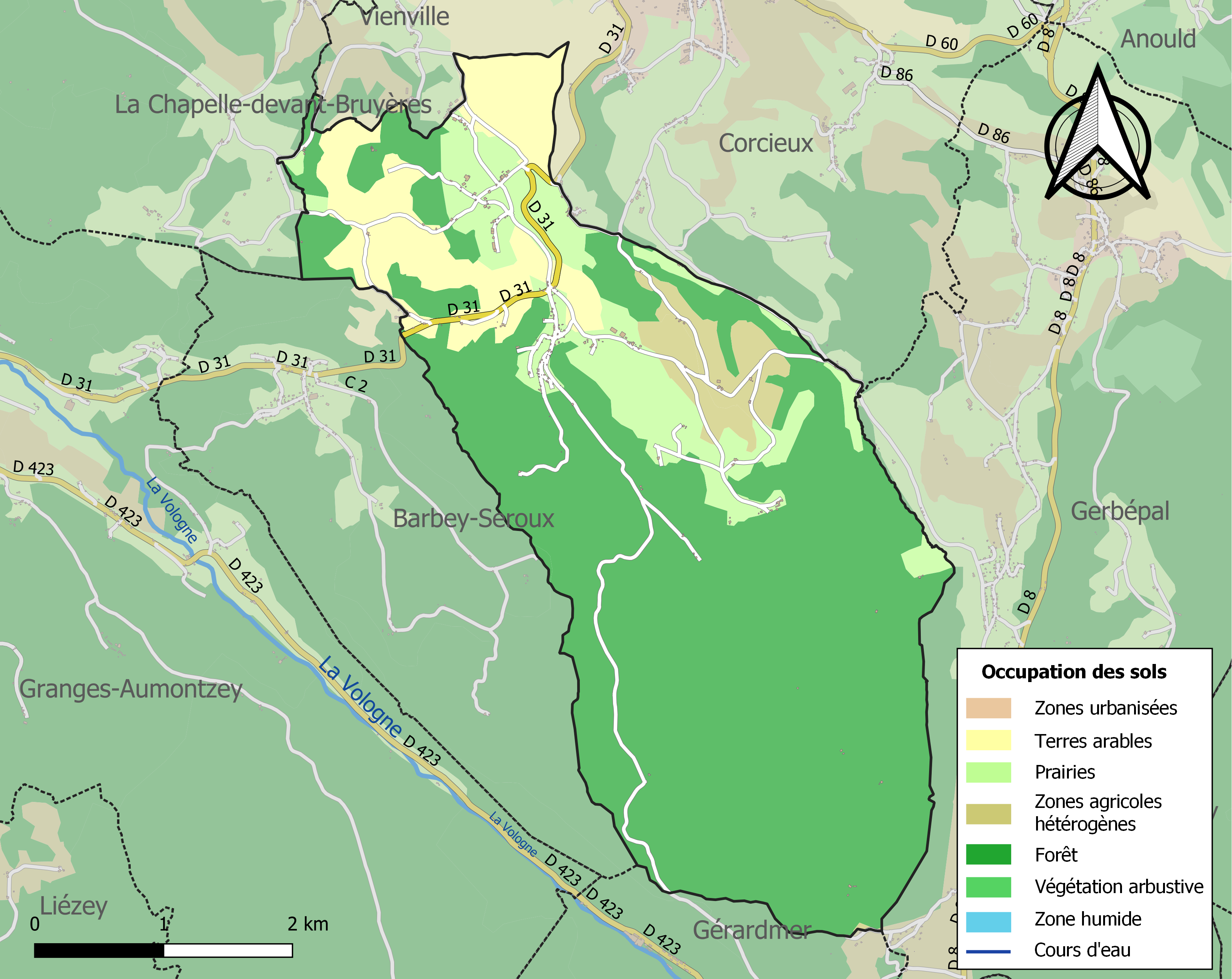
Carte des infrastructures et de l'occupation des sols de la commune en 2018 (CLC).

## Toponymie
Anciennes mentions : Les Arrentez de Corsieux (1711), Arrentés du ban de Corcieux (1753), Arzentés de Corcieux (an II).
De l'oïl arrentés (désignant les habitants) « personnes franches soubz les haultz justiciers mesmes qui sont à S.A. [ le duc de Lorraine ] », 1628 ; Corcieux est le nom de lieu voisin. La toponymie du lieu étant ainsi guidée par la qualification féodale de ses habitants, le village (et dès lors le col éponyme) s'emploie sous la forme plurielle,  il s'agira donc de la commune des Arrentès,.

## Histoire
Les Arrentès dépendaient du bailliage de Bruyères. Au spirituel, la commune dépendait de la paroisse de Corcieux, doyenné d’Épinal.

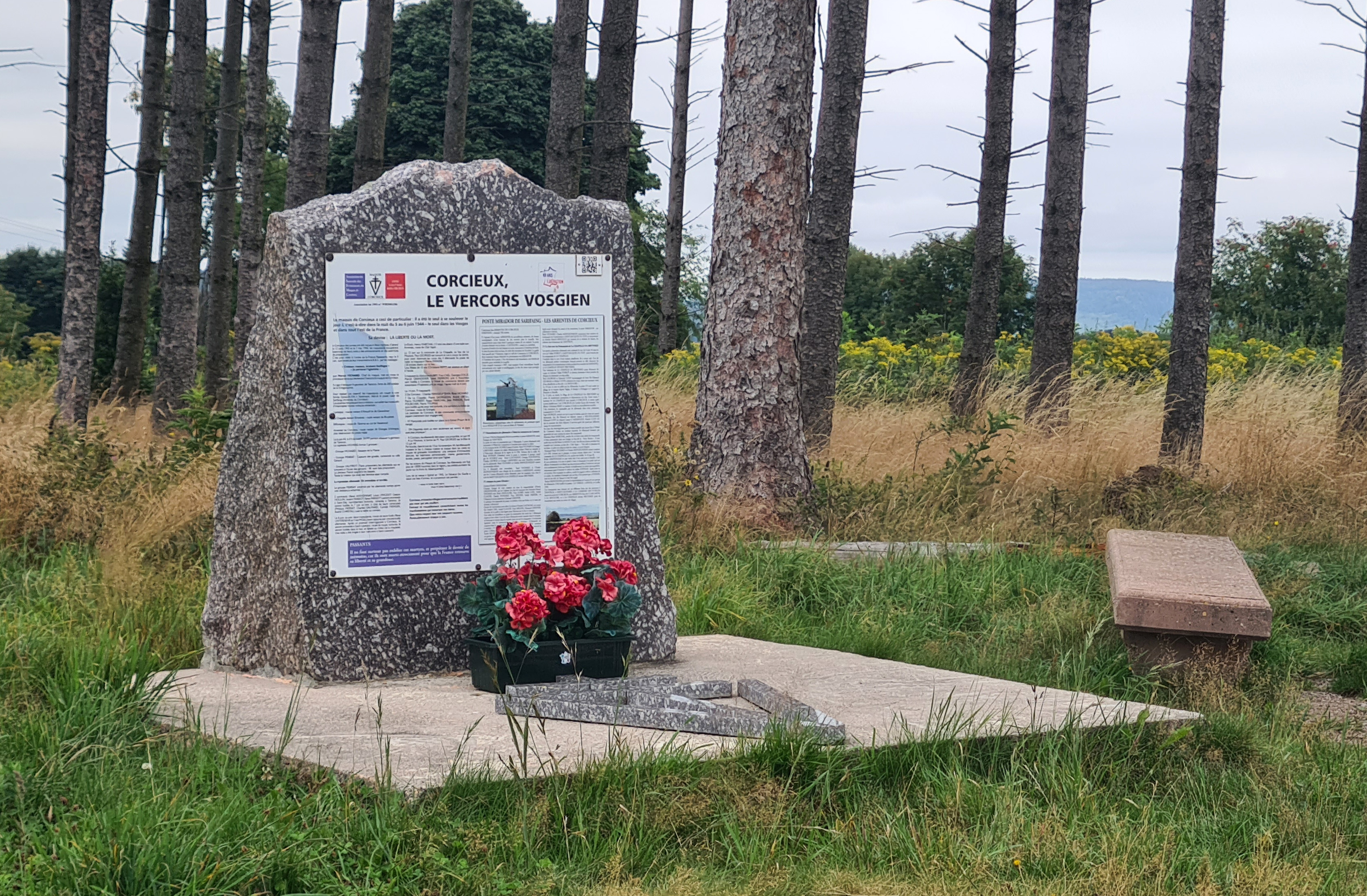
Monument de mémoire sur l'emplacement du mirador allemand de Sarifaing attaqué le 6 juin 1944 par les maquisards.

Dès 1790, Les Arrentès font partie du canton de Corcieux. Au cours de la Révolution française, la commune porte le nom de Libre-Forge.
Le 11 octobre 1870, pendant l’invasion allemande, la mairie-école et les archives ont été détruites par un incendie. La mairie a été reconstruite en 1871.
Le 6 juin 1944, les maquisards de Corcieux et de ses environs (Les Arrentès, La Chapelle-devant-Bruyères, La Houssière, Taintrux, Biffontaine...) se lancent à l'attaque de l'occupant : ils sont les seuls des Vosges à répondre à l'appel de la BBC. Quelques centaines d'hommes contre l'armée allemande, le combat inégal se termine par l'exécution des résistants : 70 personnes sont fusillées et 104 déportées. Malgré son échec prévisible, le baroud du maquis de Corcieux et de ses environs aura atteint un but : créer dans les Vosges un abcès de fixation des troupes occupantes durant les premiers jours du débarquement en Normandie.
L'Association du Souvenir des Evènements du Maquis de Corcieux (ASEMC) fait renaître progressivement les chemins de mémoire,

La commune s'est opposée à l'installation d'éoliennes.

## Politique et administration

### Liste des maires
| Période                                  | Période   | Identité                 | Étiquette | Qualité                        |
| ---------------------------------------- | --------- | ------------------------ | --------- | ------------------------------ |
| Les données manquantes sont à compléter. |           |                          |           |                                |
| mars 1983                                | mars 2008 | Francis Adam             | PS        | Rédacteur territorial retraité |
| mars 2008                                | mai 2020  | Michel Fetet (1956-2021) | DVD       | Ouvrier textile                |
| mai 2020                                 | En cours  | Virginie Lalevée         | DIV       | Coiffeuse à domicile           |

### Budget et fiscalité 2022
En 2022, le budget de la commune était constitué ainsi :
- total des produits de fonctionnement : 188 000 €, soit 999 € par habitant ;
- total des charges de fonctionnement : 117 000 €, soit 623 € par habitant ;
- total des ressources d’investissement : 34 000 €, soit 183 € par habitant ;
- total des emplois d’investissement : 61 000 €, soit 325 € par habitant.
- endettement : 0 €, soit 0 € par habitant.

Avec les taux de fiscalité suivants :
- taxe d’habitation : 23,72 % ;
- taxe foncière sur les propriétés bâties : 37,60 % ;
- taxe foncière sur les propriétés non bâties : 28,23 % ;
- taxe additionnelle à la taxe foncière sur les propriétés non bâties : 0,00 % ;
- cotisation foncière des entreprises : 0,0 %.

Chiffres clés Revenus et pauvreté des ménages en 2021 : Médiane en 2021 du revenu disponible, par unité de consommation : 22 200 €.

## Population et société

### Démographie
Les habitants sont nommés les Arrentais et les habitantes les Arrentaises.

#### Évolution démographique
L'évolution du nombre d'habitants est connue à travers les recensements de la population effectués dans la commune depuis 1793. Pour les communes de moins de 10 000 habitants, une enquête de recensement portant sur toute la population est réalisée tous les cinq ans, les populations de référence des années intermédiaires étant quant à elles estimées par interpolation ou extrapolation. Pour la commune, le premier recensement exhaustif entrant dans le cadre du nouveau dispositif a été réalisé en 2008.

En 2022, la commune comptait 177 habitants, en évolution de +0,57 % par rapport à 2016 (Vosges : −2,96 %, France hors Mayotte : +2,11 %).
| 1793 | 1800 | 1806 | 1821 | 1831 | 1836 | 1841 | 1846 | 1856 |
| ---- | ---- | ---- | ---- | ---- | ---- | ---- | ---- | ---- |
| 544  | 590  | 603  | 639  | 683  | 755  | 772  | 759  | 647  |

| 1861 | 1866 | 1876 | 1881 | 1886 | 1891 | 1896 | 1901 | 1906 |
| ---- | ---- | ---- | ---- | ---- | ---- | ---- | ---- | ---- |
| 707  | 663  | 698  | 640  | 648  | 588  | 588  | 555  | 600  |

| 1911 | 1921 | 1926 | 1931 | 1936 | 1946 | 1954 | 1962 | 1968 |
| ---- | ---- | ---- | ---- | ---- | ---- | ---- | ---- | ---- |
| 536  | 464  | 428  | 432  | 427  | 366  | 309  | 275  | 213  |

| 1975 | 1982 | 1990 | 1999 | 2006 | 2008 | 2013 | 2018 | 2022 |
| ---- | ---- | ---- | ---- | ---- | ---- | ---- | ---- | ---- |
| 144  | 127  | 165  | 185  | 173  | 170  | 177  | 181  | 177  |

### Enseignement
- Écoles maternelles et primaires[35] à Corcieux .
- Collège à Corcieux ;
- Lycées à Gérardmer et à Saint-Dié-des-Vosges.

### Santé
Professionnels et établissements de santé :
- Médecins à Corcieux et Granges-sur-Vologne ;
- Pharmacies à Corcieux et Granges-sur-Vologne ;
- Hôpitaux à Saint-Dié-des-Vosges et à Gérardmer[37].

### Cultes
- Culte catholique, Paroisse "Notre-Dame-de-Corcieux", Diocèse de Saint-Dié[38].

## Économie

### Entreprises et commerces

#### Agriculture
La commune est presque entièrement constituée de fermes et d'habitations éparses. On peut distinguer :
- les Censes (Beau-Soleil, Behemex, Blainfaing, le Champté, le Chapon, Chennezelle, les Collieures, Derrière-Nayemont, la Feigneule, Froide-Fontaine, les Gouttelles, les Heuteaux, les Houssots, Lairdoyaux, Lambermeix, le Ma-Pré, le Molfaing, le Neuf-Pré, la Nolle, l'Oiseaupré, les Ombris, la Peute-Racine, le Pré-de-la-Fosse, le Pré-Vinel et Sarifaing).
- les fermes (Au-Haut-de-Langue, la Chaume et Raing-du-Stagis).
- les métairies (le Faing-Morel, le Fenêt-de-Nayemont, Lenvergoutte, Vardompré et la Voinerie)[40].

#### Artisanat
- Brasserie artisanale[41].

#### Commerces et tourisme
- Commerces et services de proximité.
- Restaurant Bistrot de Pays[42],[43].
- Hébergements et restauration aux Arrentès-de-Corcieux, Barbey-Seyroux et Corcieux.
- Camping
- Centre de colonie de vacances

## Culture locale et patrimoine

### Lieux et monuments
- Monument aux morts[44],[45].
- Col des Arrentès (684 m)

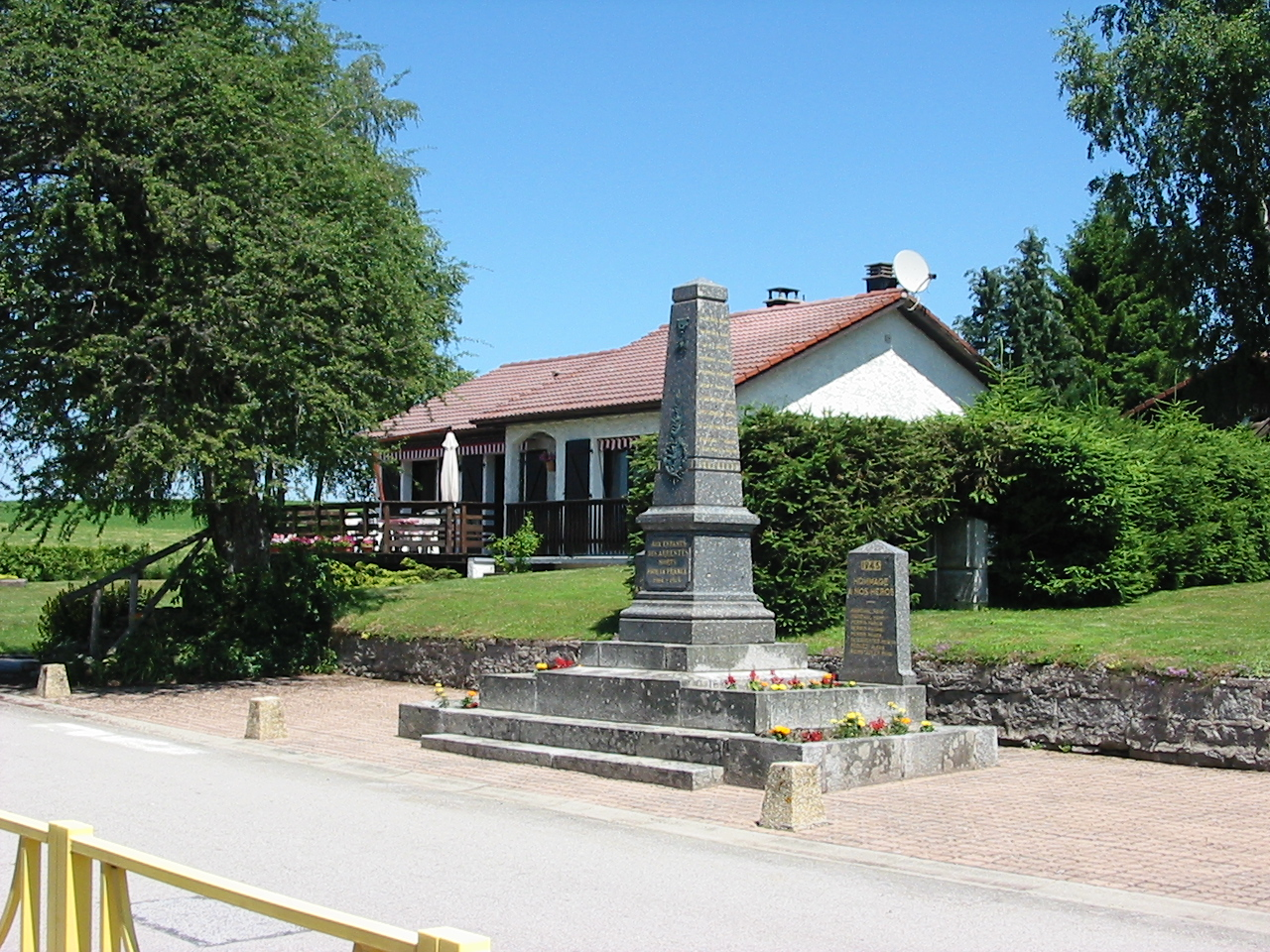
Au Houssot, monument aux morts.

- Début 2017, la commune est « réputée sans clochers »[46].
- Patrimoine rural recensé par le service régional de l'Inventaire général du patrimoine culturel :
  - Maisons et fermes[47].
  - Fermes[48],[49].

### Personnalités liées à la commune
- Xavier Balland, Membre de la presse scientifique, de la Société française d'hygiène et de l'Association vosgienne[50].

### Héraldique, logotype et devise
- Généalogie.
- Armorial de la commune, Blason[51].

## Pour approfondir